# Саксен-Віттенберзьке герцогство
Саксен-Віттенберзьке герцогство (нім. Herzogtum Sachsen-Wittenberg) — імперське князівство у складі Священної Римської імперії, що існувало у 1296—1423 роках.

## Історія
Герцогство утворилось після того, як попереднє Саксонське герцогство розділилось на Саксен-Лауенбурзьке і Саксен-Віттенберзьке герцогства. Столицею герцогства Саксен-Віттенберг стало місто Віттенберг. Герцоги Саксен-Лауенбургу та Саксен-Віттенбергу суперничали за право вважатись виборцями імператора від імені Саксонського герцогства.
Саксен-Віттенберзьким герцогством правила династія Асканіїв. У 1290 році до герцогства були приєднані бургграфство Магдебург і графство Брена. У 1295 році приєднано графство Гоммерн.
У 1314 році відсутність письмового закону про вибори імператора призвела до того, що було обрано одразу двох імператорів: 19 вересня представник Кельну, пфальцграф, герцог Саксен-Віттенберзький і Генріх Каринтійський (вважався королем Богемії) обрали Фрідріха Красивого, а наступного дня виборці від Майнцу, Тріра, герцог Саксен-Лауенбурзький і Йоганн Люксембурзький (який також називав себе королем Богемії) проголосували за Людвіга Баварського.
Щоб уникнути подібних казусів, у 1356 році було опубліковано імператорський указ, відомий у подальшому як «Золота булла», в якому було суворо прописано порядок виборів імператора Священної Римської імперії і склад виборців. Згідно із Золотою буллою, право обирати імператора отримувала Віттенберзька гілка Саксонського дому. З того часу Саксен-Віттенберзьке герцогство стало відоме як Саксонське курфюрство.
У 1422 році після смерті Альбрехта III династія Асканіїв згасла й у 1423 році король Німеччини Сигізмунд Люксембург передав територію герцогства до Майсенського маркграфства, а його маркграф Фрідріх I з династії Веттінів отримав титул курфюрста Саксонського.